# Motor iònic

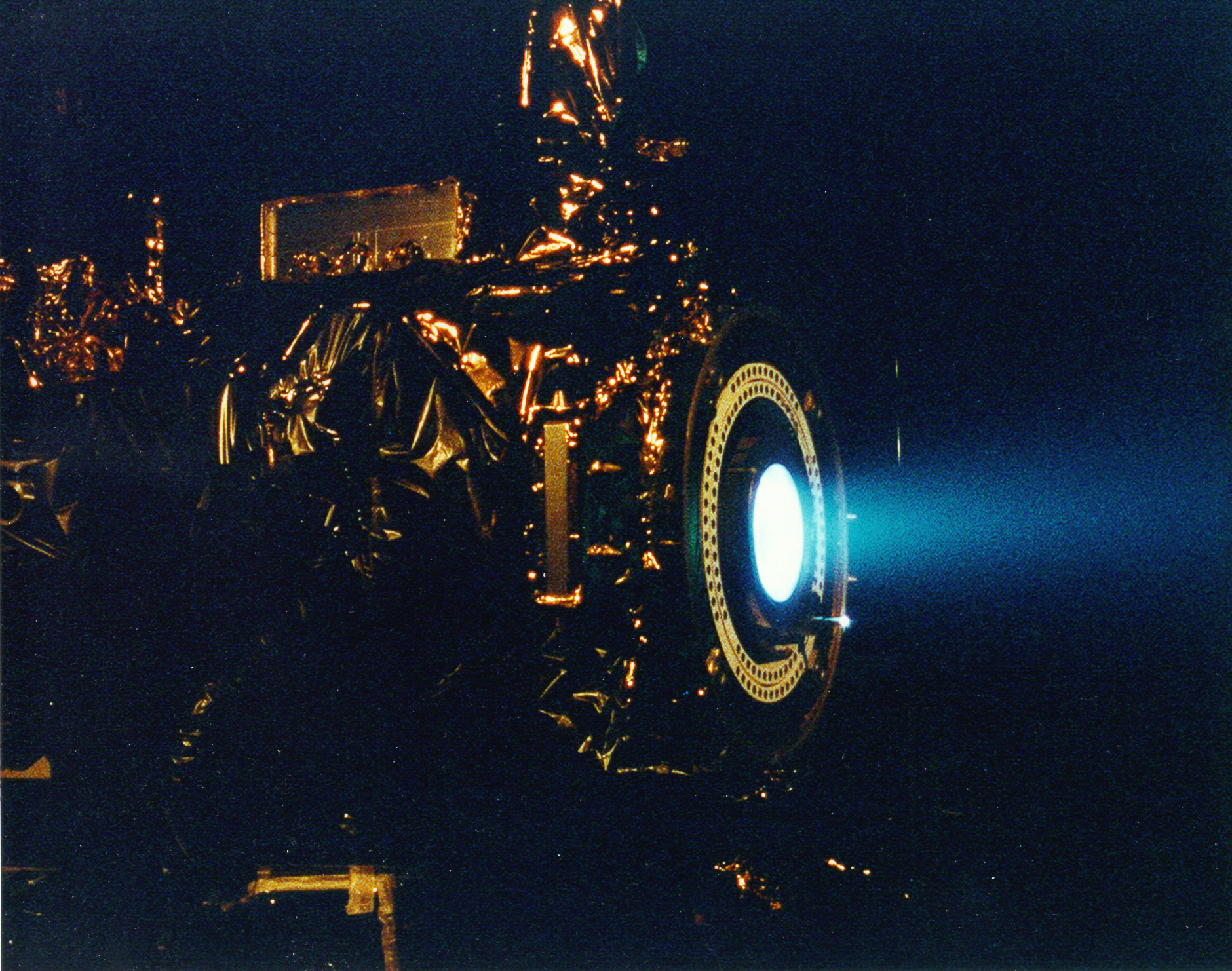
Prova d'un propulsor iònic.

Un propulsor iònic o motor iònic és un dels diferents tipus de propulsió espacial, i més específicament del tipus elèctrica. S'utilitza un feix de ions (molècules o àtom amb càrrega elèctrica) per a la propulsió. El mètode precís per a accelerar els ions pot variar, però tots els dissenys usen l'avantatge de la relació càrrega-massa dels ions per a accelerar-los a velocitats molt altes utilitzant un camp elèctric. Gràcies a això, els propulsors iònics poden arribar a un impuls específic alt, reduint la quantitat de massa necessària, però incrementant la quantitat de potència necessària comparada amb els coets convencionals. Els motors iònics poden desenvolupar un ordre de magnitud major d'eficàcia de combustible que els motors de coet de combustible líquid, però restringits a acceleracions molt baixes per la relació potència-massa dels sistemes disponibles.
El principi del propulsor iònic data dels conceptes desenvolupats pel físic Hermann Oberth i la seva obra publicada en 1929, Die Rakete zu den Planetenräumen. El primer tipus de motor iònic, conegut com a propulsor iònic de tipus Kaufman, es va desenvolupar en els anys 1960 per Harold R. Kaufman, treballant per a la NASA i basats en el Duoplasmatró.
L'impuls generat per un motor coet prové de la velocitat amb què expulsa els gasos procedents de la combustió a través de la tovera i de la massa d'aquests. Una manera d'aconseguir velocitats més grans és produir i accelerar ions a dins d'un conjunt de camps magnètics.

## Tipus
Existeixen diversos tipus de motors iònics en desenvolupament: alguns són utilitzats, mentre que uns altres encara no han estat provats en naus espacials. Alguns dels tipus són: 
- Propulsor col·loidal
- Propulsor iònic electroestàtic
- FEEP
- Propulsor d'efecte Hall (HET)
- Propulsor helicoidal de doble capa (HDLT)
- EPT
- Propulsor inductiu polsant (PIT)
- Propulsor magnetoplasmadinàmic (MPD)
- VASIMR

## Disseny general

Esquema general d'un motor iònic.

En el seu disseny més senzill, un propulsor iònic electroestàtic, els àtoms d'argó, mercuri o xenó són ionitzats mitjançant l'exposició d'electrons provinents d'un filament de càtode. Els ions són accelerats al passar-los a través de reixetes carregades.
També es dispara electrons al feix d'ions que surt de les reixetes com ions carregats positivament que deixen el propulsor. Això manté a la nau espacial i el feix del propulsor elèctricament neutrals. L'acceleració utilitza una massa molt petita, amb un impuls específic Isp molt alt. En les dècades de 1970 i 1980, la investigació de la propulsió iònica va començar utilitzant cesi, però es va veure que erosionava la reixeta. Després d'això, es varen començar a utilitzar principalment gasos nobles.

## Energia utilitzada

Eficiència energètica com a funció de la velocitat del vehicle comparada amb la velocitat exhaustiva.

Un factor important és la quantitat d'energia o potència necessària per a fer funcionar el propulsor, en part per la ionització dels materials, però principalment per a accelerar els ions a velocitats molt altes perquè tingui un efecte útil. Les velocitats de sortida habituals solen ser de 30.000 m/s, que és molt major que els 3.000-4.500 m/s que obté un coet convencional. Això també serveix per a reduir la quantitat de propel·lent necessari.
En els motors iònics, la major part de l'energia es perd en la sortida a velocitats altes i afecta els nivells d'embranzida. Com a resultat, l'embranzida total obtinguda a partir de certa quantitat d'energia és inversament proporcional a la velocitat de sortida (ja que el consum d'energia per quilogram de propel·lent és proporcional a la velocitat de sortida al quadrat, però l'embranzida per quilogram de propel·lent sol és proporcional a la velocitat de sortida, segons l'equació del coet de Tsiolskovski). Per tant, augmentar la quantitat de moviment de la sortida d'ions deu vegades necessitaria gastar cent vegades més en energia. En conseqüència, se sacrifica entre l'impuls específic i l'embranzida i, per tant, ambdós són inversament proporcionals a una certa quantitat d'energia.
Un propulsor iònic utilitzant un accelerador de partícules pot ser dissenyat per a arribar a una velocitat de sortida propera a la velocitat de la llum. Això li proporcionaria un impuls específic al motor d'uns 30.000.000 segons (gairebé un any), però donaria inevitablement una embranzida insignificant a causa del poc flux de propel·lent.
La velocitat de sortida dels ions quan són accelerats dintre del camp elèctric pot ser calculat amb la fórmula:
{\displaystyle v_{i}={\sqrt {2VQ \over m_{i}}}}
On {\displaystyle v_{i}} és la velocitat de l'ió accelerat,

{\displaystyle Q} és la càrrega de l'ió,

{\displaystyle m_{i}} és la massa de l'ió i

{\displaystyle V} és la diferència de potencial del camp elèctric.

## Embranzida
En la pràctica, les fonts d'energia poden proporcionar algunes desenes de kilowatts, donant un impuls específic de 3.000 segons (30 kN·s/kg), aconseguint una força molt modesta, de l'ordre de desenes o centèsimes d'un newton. Els motors de dimensions més grans necessiten fonts d'energia més grans. Un propulsor iònic sol accelerar una nau espacial entre 0,000098 m/s² a 0,0098 m/s² (entre una mil·lèsima i una centmil·lèsima part de l'acceleració de la gravetat).

## Vida útil
A causa de l'embranzida baixa, la vida útil del propulsor iònic es converteix en una característica important. Els propulsors iònics poden funcionar durant un període llarg per a permetre que la petita acceleració obtingui una velocitat útil.
En el disseny més senzill, un propulsor iònic electroestàtic, els ions sovint copegen la reixeta, erosionant-la i finalment provocant una avaria. Les reixetes de dimensions reduïdes disminueixen la possibilitat d'aquestes col·lisions accidentals, però també redueixen la quantitat de càrrega que poden manejar, reduint l'embranzida.

## Missions
De tots els propulsors elèctrics, els motors iònics han estat considerats, de forma comercial i acadèmica, els més apropiats per a missions interplanetàries i maniobres en òrbita. S'ha vist als propulsors iònics com la millor solució en missions que necessiti una diferència de velocitat molt alta i es disposi d'un període llarg per a aconseguir-lo.

### SERT
La primera nau espacial a utilitzar aquesta tecnologia va ser la Space Electric Rocket Test (SERT) en la dècada de 1970.

### SMART 1
Durant dècades, la Unió Soviètica va utilitzar un propulsor d'efecte Hall per a mantenir l'òrbita en les seves estacions espacials. L'Agència Espacial Europea va utilitzar el mateix tipus en la seva sonda SMART-1. La sonda completà la seva missió el 3 de setembre de 2006 en una col·lisió controlada amb la superfície de la Lluna.

### Artemis
El 12 de juliol de 2001, l'Agència Espacial Europea va fracassar en el llançament del satèl·lit de comunicacions Artemis, que donà lloc a una deterioració orbital. El subministrament de propel·lent del satèl·lit era suficient per a transferir-lo a una òrbita semiestable i durant els següents 18 mesos es va utilitzar el sistema de propulsió iònic per a la seva transferència a una òrbita geostacionaria.

### Deep Space 1
La NASA va desenvolupar un propulsor iònic denominat NSTAR per a utilitzar-lo en missions interplanetàries. El propulsor es va provar amb la sonda espacial Deep Space 1. Hughes havia desenvolupat el Sistema de Propulsió Iònica de Xenó o XIPS per a mantenir en òrbita els satèl·lits geoestacionaris.

### Dawn
La sonda Dawn serà llançada el juny de 2007 per a explorar el planeta nan Ceres i l'asteroide Vesta. Per a arribar als seus objectius utilitzarà tres motors iònics hereus del motor de la Deep Space 1, realitzant un recorregut en forma d'espiral.

### Hayabusa
La sonda Hayabusa de l'Agència Japonesa d'Exploració Aeroespacial, que es va llançar en 2003 i es va acostar amb èxit a l'asteroide (25143) Itokawa, romandrà prop durant alguns mesos per a la recollida de mostres i informació, està propulsada per quatre motors iònics de xenó. La sonda disposa d'una reixeta de material compost que és resistent a l'erosió.

### GOCE
El 17 de març de 2009 l'Agència Espacial Europea va llançar el seu satèl·lit Explorador de la Circulació Oceànica i del camp Gravitatori o GOCE (de les seves sigles en anglès Gravity field and steady-state Ocean Circulation Explorer) que utilitza un propulsor de ions per contrarestar els efectes del fregament amb l'atmosfera causats per la baixa altura de la seva òrbita.

### AEHF-1
El satèl·lit militar nord-americà AEHF-1, llançat en 2010, empra ―igual que el satèl·lit europeu Artemis― propulsió iònica per mantenir-se en òrbita terrestre, a través d'un propulsor d'efecte Hall.

### DART
El 24 de novembre de 2021 va ser llançada la sonda DART com una missió espacial de la NASA destinada a provar un mètode de defensa planetària contra objectes propers a la Terra (NEO). De manera deliberada, estavellarà una sonda espacial contra l'asteroide binari 65803 Didymos per provar si la energia cinètica de l'impacte d'una nau espacial podria desviar amb èxit un asteroide en curs de col·lisió amb la Terra. La sonda també incorpora un motor iònic NEXT-C (NASA Evolutionary Xenon Thruster–Commercial), desenvolupat pel centre Glenn de la NASA, per reduir el temps de vol. És la primera vegada que s'usa aquest motor avançat, amb una embranzida variable d'entre 25 i 235 milinewton.

## Desenvolupament
En 2003, la NASA va provar en terra una nova versió del seu propulsor iònic denominada High Power Electric Propulsion o HiPEP. El propulsor HiPEP difereix dels models anteriors que els ions de xenó són creats utilitzant una combinació d'energia de microones i camps magnètics. La ionització s'aconsegueix mitjançant un procés anomenat ressonància electró ciclotró o ECR. En l'ECR, s'aplica un camp magnètic uniforme a la càmera que conté el gas xenó. Hi ha presents una petita quantitat d'electrons lliures en l'òrbita del gas al voltant de les línies del camp magnètic en una freqüència fixada, denominada freqüència de ciclotró. La radiació de microones es realitza amb la mateixa freqüència, subministrant energia als electrons, que després ionitzen més àtoms de xenó mitjançant col·lisions. Aquest procés crea de forma molt eficient un plasma en gasos de densitat baixa.
S'han considerat altres propel·lents per als motors iònics. S'ha investigat l'ús de ful·lerè per a aquest propòsit, específicament el C60 o buckminsterful·lerè, degut en part a la seva secció transversal de major grandària per a l'impacte d'electrons. Aquesta propietat li dona major eficàcia que els dissenys basats en xenó d'impuls específic menor a 3.000 segons (29 kN·s/kg).

## Comparació de l'impuls específic de diferents tecnologies
| Motor                                           | Velocitat d'escapament efectiva (m/s) | Impuls específic (s) | Escapament de la energia específica (MJ/kg) |
| ----------------------------------------------- | ------------------------------------- | -------------------- | ------------------------------------------- |
| Turbofan motor de reacció (actual V és 300 m/s) | 29.000                                | 3000                 | 0.05                                        |
| Transbordador Espacial Coet Accelerador Sòlid   | 2500                                  | 250                  | 3                                           |
| Oxigen líquid-hidrogen líquid                   | 4400                                  | 450                  | 9.7                                         |
| Propulsor iònic                                 | 29.000                                | 3000                 | 430                                         |
| VASIMR                                          | 30.000-120.000                        | 3000-12.000          | 1400                                        |
| Propulsor de ions de quadrícula de doble etapa  | 210.000                               | 21.400               | 22.500                                      |

## Vegeu
- Propulsió espacial
- Coet nuclear elèctric
- EmDrive